# Глобальний індекс продовольчої безпеки
Глобальний індекс продовольчої безпеки (англ. Global Food Security Index, GFSI) — це оцінка продовольчої безпеки у країнах світу за допомогою індексу, розробленого організацією Economist Intelligence Unit за підтримки сільськогосподарської компанії Corteva Agriscience, який складається з чотирьох компонентів: економічна та фізична доступність продовольства, якість і безпечність, природні ресурси та стійкість. Станом на 2021 рік індекс розраховується для 213 країн світу та має на меті оцінити, які країни є найбільш і найменш вразливими до продовольчої небезпеки. Результати дослідження та сформований рейтинг публікуються у щорічному звіті:2.
У 2021 році був опублікований 9-й щорічний звіт з Глобального індексу продовольчої безпеки 2020, до якого розробники включили новий четвертий компонент — природні ресурси та стійкість. Як результат, декілька країн втратили свої позиції у рейтингу. Наприклад, Сингапур опустився з першого місця у 2019 році на 19-те у загальному рейтингу. Країнами з найбільшим ростом значення індексу відносно минулого року стали: Гаїті, Казахстан, Україна, Пакистан, Румунія. З найменшим ростом: Норвегія, Єгипет, Колумбія, Гвінея та Чилі.

## Методологія та структура індексу
Основними джерелами даних, що використовуються для розрахунку індексу, є такі: Economist Intelligence Unit, Світовий банк, Міжнародний валютний фонд (МВФ), Продовольча та сільськогосподарська організація ООН (ФАО), Програма розвитку ООН (ПРООН), Всесвітня організація охорони здоров’я (ВООЗ), Світова організація торгівлі (СОТ), Організація економічного співробітництва та розвитку (ОЕСР), Notre Dame Global Adaptation Initiative (ND-GAIN), Світовий інститут ресурсів, Єльський індекс екологічної ефективності, Міністерство сільського господарства США та національні сільськогосподарські міністерства і міністерства охорони здоров'я:42.
| Категорія                     | Вага, % |
| ----------------------------- | ------- |
| Економічна доступність        | 32,4    |
| Фізична доступність           | 32,4    |
| Якість та безпечність         | 17,6    |
| Природні ресурси та стійкість | 17,6    |

Економічна доступність (також цінова доступність, фінансова доступність) містить 6 індикаторів: зміна середніх витрат на їжу; частка населення, яке перебуває за глобальною межею бідності; індекс доходу з урахуванням нерівності; доступ до ринку та надання сільськогосподарських фінансових послуг; державні програми продовольчої безпеки; сільськогосподарські імпортні тарифи. У 2020 році найбільшу кількість балів у цій категорії має Ірландія та Данія — 92.2 із 100 можливих.
Фізична доступність (також наявність) містить 7 індикаторів, серед яких такі: регуляторні зобов'язання щодо продовольчої безпеки та доступу; втрати їжі; політичні та соціальні бар'єри для доступу; волатильність сільськогосподарського виробництва; сільськогосподарська інфраструктура; сільськогосподарські дослідження та розробки; достатність пропозиції. У 2020 році найбільшу кількість балів у цій категорії має Фінляндія — 82.0 із 100 можливих.
Якість та безпечність складається із 5 індикаторів: різноманітність раціону харчування; якість білка; безпека харчових продуктів; доступність мікроелементів; харчові стандарти; дієтичне різноманіття. У 2020 році найбільшу кількість балів у цій категорії має Канада — 94.5 із 100 можливих.
Природні ресурси та стійкість — четверта складова Глобального індексу продовольчої безпеки, яка має за мету оцінити вплив країни на зміни клімату, а також її стійкість до ризиків природних ресурсів і те, як країна адаптується до цих ризиків, до всього, що впливає на рівень продовольчої незахищеності в країні. Вперше категорія була введена до Глобального індексу продовольчої безпеки 2017 року як коригуючий коефіцієнт. Зростання його значення зумовило те, що 2020 року цей показник  став окремою категорією. На відміну від інших категорій, ні одна країна не отримала у цій категорії кількість балів вищу за 80. Найбільшу кількість балів має Норвегія — 73.5 із 100 можливих.

## Рейтинг країн 2020
| Місце               | 2020—2019           | Країна                   | Бали                | Показники              | Показники           | Показники             | Показники                     |
| Місце               | 2020—2019           | Країна                   | Бали                | Економічна доступність | Фізична доступність | Якість та безпечність | Природні ресурси та стійкість |
| Дуже добре значення | Дуже добре значення | Дуже добре значення      | Дуже добре значення | Дуже добре значення    | Дуже добре значення | Дуже добре значення   | Дуже добре значення           |
| ------------------- | ------------------- | ------------------------ | ------------------- | ---------------------- | ------------------- | --------------------- | ----------------------------- |
| 1                   | ▬                   | Фінляндія                | 85.3                | 90.6                   | 82.0                | 93.8                  | 73.2                          |
| 2                   | ▬                   | Ірландія                 | 83.8                | 92.2                   | 75.7                | 94.0                  | 73.2                          |
| Добре значення      |                     |                          |                     |                        |                     |                       |                               |
| 3                   | ▲2                  | Нідерланди               | 79.9                | 90.7                   | 74.5                | 88.7                  | 61.5                          |
| 4                   | ▲2                  | Австрія                  | 79.4                | 89.5                   | 70.8                | 94.3                  | 61.8                          |
| 5                   | ▲3                  | Чехія                    | 78.6                | 86.3                   | 70.4                | 87.1                  | 70.9                          |
| 6                   | ▬                   | Велика Британія          | 78.5                | 89.7                   | 70.0                | 92.8                  | 59.4                          |
| 7                   | ▼3                  | Швеція                   | 78.1                | 89.2                   | 65.0                | 92.3                  | 67.4                          |
| 8                   | ▲3                  | Ізраїль                  | 78.0                | 89.5                   | 75.3                | 93.9                  | 46.3                          |
| 9                   | ▬                   | Японія                   | 77.9                | 90.4                   | 73.0                | 83.4                  | 58.6                          |
| 10                  | ▲4                  | Швейцарія                | 77.7                | 87.9                   | 68.4                | 89.6                  | 64.2                          |
| 11                  | ▲2                  | США                      | 77.5                | 87.8                   | 72.2                | 94.3                  | 51.4                          |
| 12                  | ▲7                  | Канада                   | 77.2                | 85.3                   | 72.0                | 94.5                  | 54.5                          |
| =13                 | ▼3                  | Німеччина                | 77.0                | 87.7                   | 71.6                | 91.3                  | 52.9                          |
| =13                 | ▼1                  | Нова Зеландія            | 77.0                | 90.6                   | 64.0                | 83.1                  | 69.9                          |
| =15                 | ▬                   | Данія                    | 76.6                | 92.2                   | 64.1                | 89.7                  | 57.6                          |
| =15                 | ▲5                  | Італія                   | 76.6                | 89.8                   | 71.4                | 88.0                  | 50.7                          |
| 17                  | ▲1                  | Франція                  | 76.5                | 88.3                   | 65.8                | 92.0                  | 59.0                          |
| 18                  | ▼15                 | Норвегія                 | 76.2                | 81.1                   | 65.0                | 90.6                  | 73.5                          |
| =19                 | ▼3                  | Португалія               | 75.7                | 87.0                   | 68.5                | 92.3                  | 51.8                          |
| =19                 | ▲1                  | Сінгапур                 | 75.7                | 87.3                   | 75.8                | 82.3                  | 47.4                          |
| 21                  | ▼5                  | Бельгія                  | 75.2                | 88.2                   | 69.6                | 88.4                  | 48.2                          |
| 22                  | ▲10                 | Румунія                  | 74.2                | 82.8                   | 67.9                | 87.2                  | 56.6                          |
| 23                  | ▲2                  | Білорусь                 | 73.8                | 85.0                   | 65.8                | 85.5                  | 56.3                          |
| 24                  | ▲6                  | Росія                    | 73.7                | 87.2                   | 64.7                | 84.1                  | 55.0                          |
| 25                  | ▼2                  | Польща                   | 73.5                | 85.1                   | 65.8                | 83.6                  | 56.5                          |
| 26                  | ▼2                  | Іспанія                  | 73.4                | 86.3                   | 61.0                | 87.5                  | 58.4                          |
| 27                  | ▼5                  | Греція                   | 73.0                | 86.9                   | 63.6                | 85.5                  | 52.5                          |
| 28                  | ▲1                  | Коста-Рика               | 72.3                | 83.9                   | 60.8                | 78.4                  | 66.0                          |
| 29                  | ▼1                  | Південна Корея           | 72.1                | 81.8                   | 67.7                | 78.4                  | 56.1                          |
| 30                  | ▲3                  | Уругвай                  | 71.4                | 76.6                   | 60.7                | 84.4                  | 68.6                          |
| 31                  | ▼5                  | Австралія                | 71.3                | 83.7                   | 62.4                | 87.8                  | 48.3                          |
| 32                  | ▲10                 | Казахстан                | 70.8                | 79.0                   | 65.7                | 83.7                  | 52.4                          |
| 33                  | ▲6                  | Кувейт                   | 70.7                | 82.7                   | 68.3                | 86.4                  | 37.2                          |
| =34                 | ▼7                  | Чилі                     | 70.2                | 77.0                   | 66.1                | 80.5                  | 54.7                          |
| =34                 | ▲6                  | Оман                     | 70.2                | 88.5                   | 59.1                | 83.7                  | 43.8                          |
| 36                  | ▬                   | Угорщина                 | 70.1                | 81.7                   | 60.6                | 80.9                  | 55.6                          |
| 37                  | ▼6                  | Катар                    | 69.6                | 80.3                   | 70.7                | 84.3                  | 33.6                          |
| 38                  | ▼4                  | Саудівська Аравія        | 69.5                | 79.6                   | 73.0                | 79.8                  | 34.1                          |
| 39                  | ▼1                  | КНР                      | 69.3                | 72.8                   | 73.7                | 72.5                  | 51.2                          |
| 40                  | ▲1                  | Словаччина               | 69.2                | 88.1                   | 51.7                | 72.9                  | 62.9                          |
| 41                  | ▼4                  | Панама                   | 68.2                | 78.0                   | 66.6                | 72.5                  | 53.0                          |
| 42                  | ▼8                  | ОАЕ                      | 68.3                | 73.0                   | 66.5                | 88.8                  | 42.4                          |
| 43                  | ▲1                  | Малайзія                 | 67.9                | 85.5                   | 58.8                | 72.5                  | 47.5                          |
| 44                  | ▲4                  | Болгарія                 | 67.4                | 80.0                   | 57.3                | 74.1                  | 56.0                          |
| 45                  | ▼2                  | Мексика                  | 66.2                | 76.0                   | 61.8                | 76.6                  | 45.7                          |
| 46                  | ▲4                  | Перу                     | 65.7                | 78.2                   | 63.1                | 66.8                  | 46.6                          |
| 47                  | ▬                   | Туреччина                | 65.3                | 66.0                   | 67.2                | 78.3                  | 47.4                          |
| 48                  | ▲4                  | Домініканська Республіка | 65.2                | 75.9                   | 62.1                | 67.4                  | 49.0                          |
| 49                  | ▲4                  | Бахрейн                  | 64.6                | 82.6                   | 56.8                | 76.7                  | 33.7                          |
| 50                  | ▼4                  | Бразилія                 | 64.1                | 71.5                   | 52.4                | 88.9                  | 47.1                          |
| 51                  | ▲5                  | Таїланд                  | 64.0                | 82.8                   | 55.3                | 59.5                  | 50.0                          |
| 52                  | ▲3                  | Сербія                   | 63.2                | 83.2                   | 43.9                | 80.3                  | 45.0                          |
| 53                  | ▼8                  | Колумбія                 | 63.1                | 65.8                   | 58.5                | 74.1                  | 55.4                          |
| 54                  | ▲11                 | Україна                  | 63.0                | 74.4                   | 51.6                | 75.3                  | 50.3                          |
| 55                  | ▼4                  | Аргентина                | 62.7                | 60.5                   | 59.6                | 90.2                  | 44.9                          |
| 56                  | ▼2                  | Азербайджан              | 62.3                | 75.9                   | 63.3                | 60.9                  | 37.1                          |
| 57                  | ▲1                  | Марокко                  | 62.0                | 76.3                   | 51.4                | 67.4                  | 49.5                          |
| 58                  | ▼1                  | Алжир                    | 61.8                | 78.7                   | 55.7                | 62.0                  | 42.0                          |
| 59                  | ▲2                  | Туніс                    | 61.4                | 69.0                   | 56.7                | 70.8                  | 46.7                          |
| 60                  | ▼11                 | Єгипет                   | 61.1                | 51.8                   | 75.2                | 64.3                  | 49.4                          |
| 61                  | ▲8                  | Парагвай                 | 60.5                | 80.7                   | 44.2                | 68.6                  | 45.0                          |
| 62                  | ▼3                  | Йорданія                 | 60.4                | 77.1                   | 48.2                | 63.1                  | 49.5                          |
| 63                  | ▼2                  | В'єтнам                  | 60.3                | 66.7                   | 61.3                | 61.4                  | 45.9                          |
| 64                  | ▼1                  | Болівія                  | 60.0                | 72.0                   | 52.2                | 65.5                  | 46.5                          |
| Середнє значення    |                     |                          |                     |                        |                     |                       |                               |
| 65                  | ▼5                  | Індонезія                | 59.5                | 73.5                   | 64.7                | 49.6                  | 34.1                          |
| 66                  | ▼3                  | Сальвадор                | 59.0                | 63.8                   | 60.9                | 62.1                  | 43.9                          |
| 67                  | ▲1                  | Гондурас                 | 58.2                | 52.2                   | 64.0                | 61.6                  | 55.4                          |
| 68                  | ▼2                  | Еквадор                  | 57.9                | 68.3                   | 50.7                | 65.7                  | 43.9                          |
| 69                  | ▼2                  | ПАР                      | 57.8                | 63.1                   | 49.5                | 72.4                  | 49.0                          |
| 70                  | ▲2                  | М'янма                   | 56.6                | 58.1                   | 53.9                | 59.3                  | 56.3                          |
| =71                 | ▬                   | Гватемала                | 56.2                | 57.6                   | 61.8                | 56.5                  | 43.2                          |
| =71                 | ▲3                  | Індія                    | 56.2                | 55.0                   | 64.3                | 59.0                  | 40.8                          |
| 73                  | ▼3                  | Філіппіни                | 55.7                | 66.5                   | 57.6                | 52.0                  | 46.3                          |
| 74                  | ▲1                  | Ботсвана                 | 55.5                | 70.3                   | 47.6                | 59.3                  | 39.2                          |
| 75                  | ▼2                  | Шрі-Ланка                | 54.8                | 64.0                   | 51.8                | 52.0                  | 46.3                          |
| 76                  | ▬                   | Нікарагуа                | 54.4                | 61.9                   | 49.0                | 55.4                  | 49.5                          |
| =77                 | ▬                   | Гана                     | 53.0                | 61.4                   | 49.6                | 54.6                  | 42.3                          |
| =77                 | ▲4                  | Непал                    | 53.0                | 54.6                   | 58.8                | 48.0                  | 44.2                          |
| 79                  | ▬                   | Малі                     | 52.7                | 45.8                   | 58.1                | 61.2                  | 47.1                          |
| 80                  | ▲4                  | Пакистан                 | 52.3                | 51.1                   | 57.7                | 54.8                  | 42.1                          |
| 81                  | ▼3                  | Камбоджа                 | 51.5                | 57.5                   | 57.4                | 40.1                  | 41.2                          |
| 82                  | ▬                   | Кот-д'Івуар              | 51.0                | 50.3                   | 53.0                | 46.3                  | 53.5                          |
| 83                  | ▬                   | Узбекистан               | 50.9                | 47.1                   | 50.6                | 62.1                  | 47.4                          |
| 84                  | ▼4                  | Бангладеш                | 50.0                | 48.3                   | 64.4                | 40.9                  | 35.8                          |
| 85                  | ▲1                  | Таджикистан              | 49.4                | 52.7                   | 50.9                | 53.1                  | 37.0                          |
| 86                  | ▬                   | Кенія                    | 49.0                | 53.2                   | 41.8                | 58.6                  | 45.0                          |
| 87                  | ▲2                  | Нігер                    | 47.6                | 41.8                   | 48.8                | 51.7                  | 52.0                          |
| 88                  | ▼3                  | Буркіна-Фасо             | 47.4                | 45.4                   | 52.5                | 45.9                  | 43.5                          |
| 89                  | ▲4                  | Танзанія                 | 47.1                | 41.4                   | 52.8                | 51.2                  | 42.8                          |
| =90                 | ▬                   | Лаос                     | 46.4                | 45.8                   | 47.8                | 46.2                  | 45.1                          |
| =90                 | ▼2                  | Сенегал                  | 46.4                | 44.7                   | 45.0                | 55.8                  | 42.5                          |
| 92                  | ▬                   | Бенін                    | 46.2                | 44.2                   | 54.8                | 48.3                  | 32.2                          |
| 93                  | ▼2                  | Того                     | 44.9                | 41.4                   | 53.4                | 35.1                  | 45.4                          |
| 94                  | ▬                   | Камерун                  | 44.7                | 45.5                   | 41.0                | 48.4                  | 46.2                          |
| 95                  | ▬                   | Уганда                   | 42.9                | 38.2                   | 44.4                | 46.0                  | 45.5                          |
| 96                  | ▬                   | Венесуела                | 42.8                | 37.9                   | 35.2                | 68.3                  | 40.6                          |
| 97                  | ▲3                  | Ангола                   | 42.1                | 32.7                   | 45.3                | 48.6                  | 47.1                          |
| 98                  | ▲3                  | ДР Конго                 | 40.7                | 32.4                   | 47.4                | 39.6                  | 44.5                          |
| 99                  | ▲5                  | Мозамбік                 | 40.6                | 33.0                   | 49.9                | 36.0                  | 42.0                          |
| 100                 | ▼2                  | Нігерія                  | 40.1                | 32.9                   | 46.8                | 41.5                  | 39.3                          |
| 101                 | ▼2                  | Сирія                    | 40.0                | 29.3                   | 41.3                | 55.6                  | 41.5                          |
| Потрібне покращення |                     |                          |                     |                        |                     |                       |                               |
| 102                 | ▼5                  | Гвінея                   | 39.5                | 31.3                   | 47.4                | 39.4                  | 40.6                          |
| 103                 | ▬                   | Чад                      | 39.4                | 43.6                   | 32.2                | 42.5                  | 41.7                          |
| 104                 | ▲1                  | Руанда                   | 38.8                | 21.5                   | 45.6                | 52.1                  | 44.8                          |
| 105                 | ▲8                  | Гаїті                    | 38.5                | 37.4                   | 32.8                | 45.3                  | 44.4                          |
| 106                 | ▲1                  | Мадагаскар               | 37.5                | 31.4                   | 38.6                | 39.9                  | 44.5                          |
| 107                 | ▲5                  | Бурунді                  | 37.1                | 30.6                   | 35.0                | 42.5                  | 47.3                          |
| =108                | ▬                   | Ефіопія                  | 37.0                | 27.7                   | 42.1                | 42.4                  | 39.2                          |
| =108                | ▼6                  | Сьєрра-Леоне             | 37.0                | 35.3                   | 32.7                | 33.1                  | 52.3                          |
| 110                 | ▬                   | Малаві                   | 36.7                | 18.3                   | 42.9                | 41.7                  | 54.0                          |
| 111                 | ▼5                  | Замбія                   | 36.6                | 27.4                   | 40.4                | 36.4                  | 46.6                          |
| 112                 | ▼3                  | Судан                    | 36.0                | 27.6                   | 30.8                | 52.7                  | 44.5                          |
| 113                 | ▼2                  | Ємен                     | 35.7                | 40.3                   | 27.5                | 36.9                  | 41.2                          |

## Минулі звіти

### Найбільше значення
- 2019:  Сінгапур
- 2018:  Сінгапур
- 2017:  Ірландія
- 2016:  США
- 2015:  США
- 2014:  Сінгапур
- 2013:  США
- 2012:  США

### Найменше значення
- 2019:  Венесуела
- 2018:  Бурунді
- 2017:  Бурунді
- 2016:  Бурунді
- 2015:  Бурунді
- 2014:  ДР Конго
- 2013:  ДР Конго
- 2012:  ДР Конго

## Україна в рейтингу
Попри значний агропродовольчий потенціал Україна, станом на 2020 рік, займає останнє місце в Європі. Основні сильні сторони, що визначені в Індексі для України, такі: безпека харчових продуктів; низька частка населення за глобальною межею бідності; мінімальні зміни середніх витрат на харчування; низький рівень втрат продовольства. Найбільший негативний вплив на продовольчу безпеку України справляють фактори, які не є суто аграрними та пов'язані з загальною економічною ситуацією: високий рівень корупції, дорогі кредити та політична нестабільність.   
|                  | 2012 | 2013 | 2014 | 2015 | 2016 | 2017 | 2018 | 2019 | 2020 | за останні 9 років |
| ---------------- | ---- | ---- | ---- | ---- | ---- | ---- | ---- | ---- | ---- | ------------------ |
| Значення індексу | 61.3 | 59.5 | 51.3 | 51.6 | 58.3 | 53.1 | 55.7 | 60.3 | 63.0 | +1.7               |
| Місце у світі    | 44   | 47   | 52   | 59   | 63   | 63   | 63   | 76   | 54   | -10                |

Академік НААН України та доктор економічних наук М. Сичевський, говорячи про місце України в рейтингу, стверджує: «Позиції в Глобальному індексі продовольчої безпеки можуть бути суттєво зміцнені за рахунок «непродовольчих» чинників — досягнення політичної стабільності, покращення макроекономічної ситуації, зростання доходів населення, ефективної політики держави, спрямованої на подолання високої диференціації в доходах і споживанні різних соціальних груп, боротьби з корупцією, стимулювання наукової сфери. Також для покращення позицій України в рейтингу глобальної продовольчої безпеки необхідно зосередити увагу на створенні ефективної системи державного регулювання ринку продовольства, яка б включала розробку та впровадження моніторингу харчування населення, встановлення прозорого механізму надання державних гарантій безпечності та якості харчових продуктів, а також імплементацію українського нормативно-правового законодавства відповідно до європейської практики, а саме регламентів ЄС у царині забезпечення безпечності та якості харчових продуктів»:15.